# Opération Eagle Pull
Guerre du Viêt Nam
Batailles
L'opération Eagle Pull est une opération aérienne menée par les forces armées américaines afin d'évacuer Phnom Penh au Cambodge, alors sur le point de tomber aux mains des Khmers rouges. Dans le cadre du théâtre d'opérations cambodgien pendant la guerre du Viêt Nam, l'opération se déroule le 12 avril 1975.